# Hôtel de ville de Québec
L'hôtel de ville de Québec est un édifice en pierre construit en 1895-1896, inauguré le 15 septembre 1896. Il est situé au 2, rue des Jardins, dans le Vieux-Québec (Haute-Ville). Le conseil municipal de Québec y siège.
L'hôtel de ville a été désigné lieu historique national du Canada le 23 novembre 1984.

## Description
Conçu dans un style éclectique de la fin de l’époque victorienne, l'édifice, en forme de H, comporte diverses hauteurs. Des tours avec des toits à forte pente accentuent le centre et les côtés. La fenestration est voûtée sous le toit qui comporte des lucarnes. Le terrain qu'il occupe est bordé par les rues des Jardins, Sainte-Anne, Pierre-Olivier-Chauveau et la côte de la Fabrique. Un stationnement intérieur repose sous les jardins de l'hôtel de ville, un parterre réaménagé en 2014 avec de la verdure[pertinence contestée], des jets d'eau et mettant en valeur un cadeau reçu du Canton du Jura : une horloge conçue et fabriquée par Richard Mille dans le cadre du 400e anniversaire de Québec.

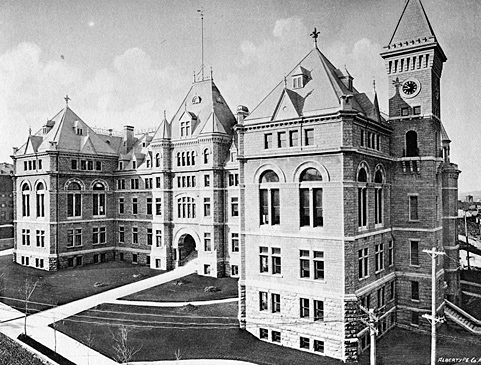
L'hôtel de ville, vers 1896
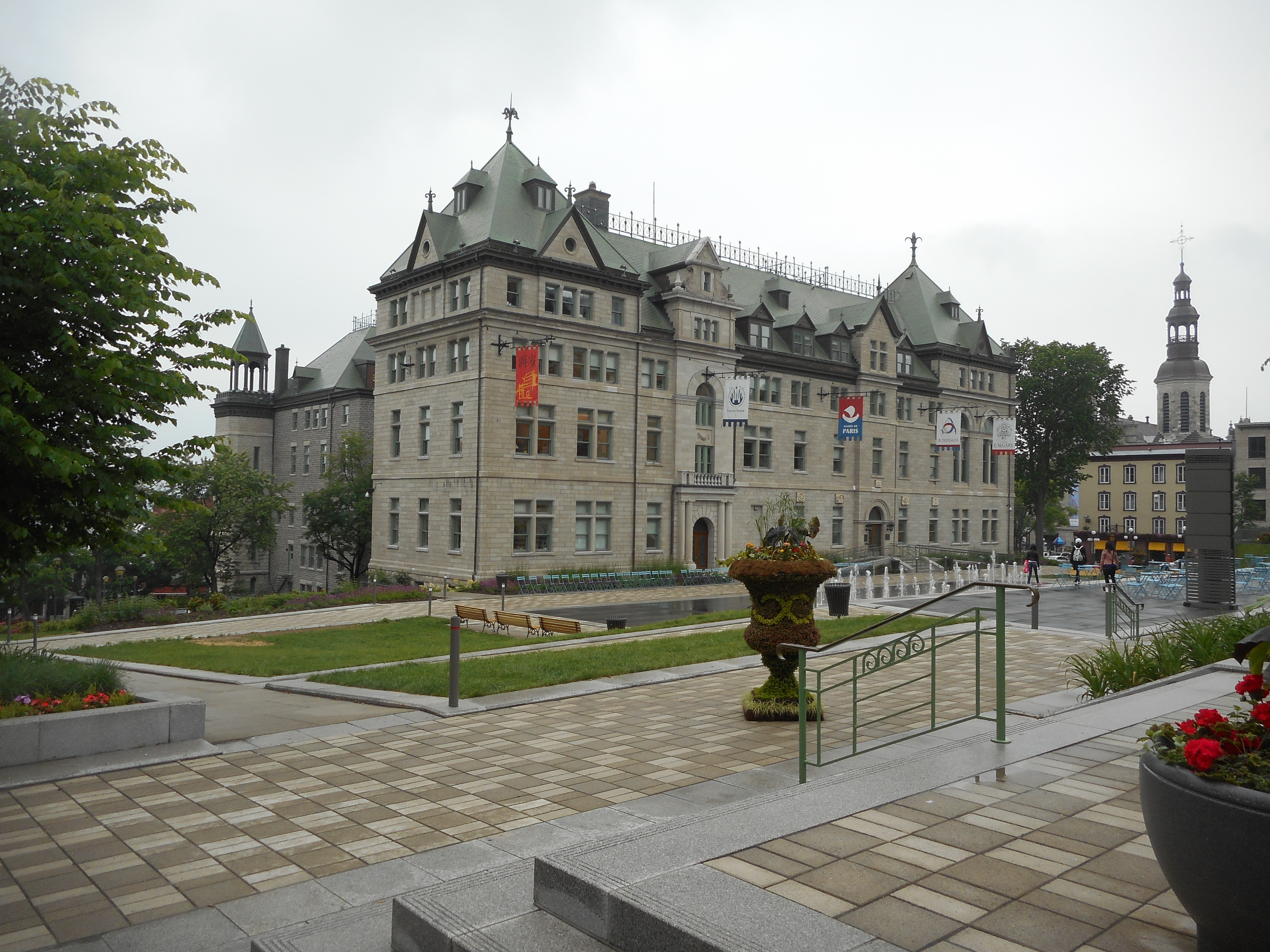
Jardins de l'hôtel de ville
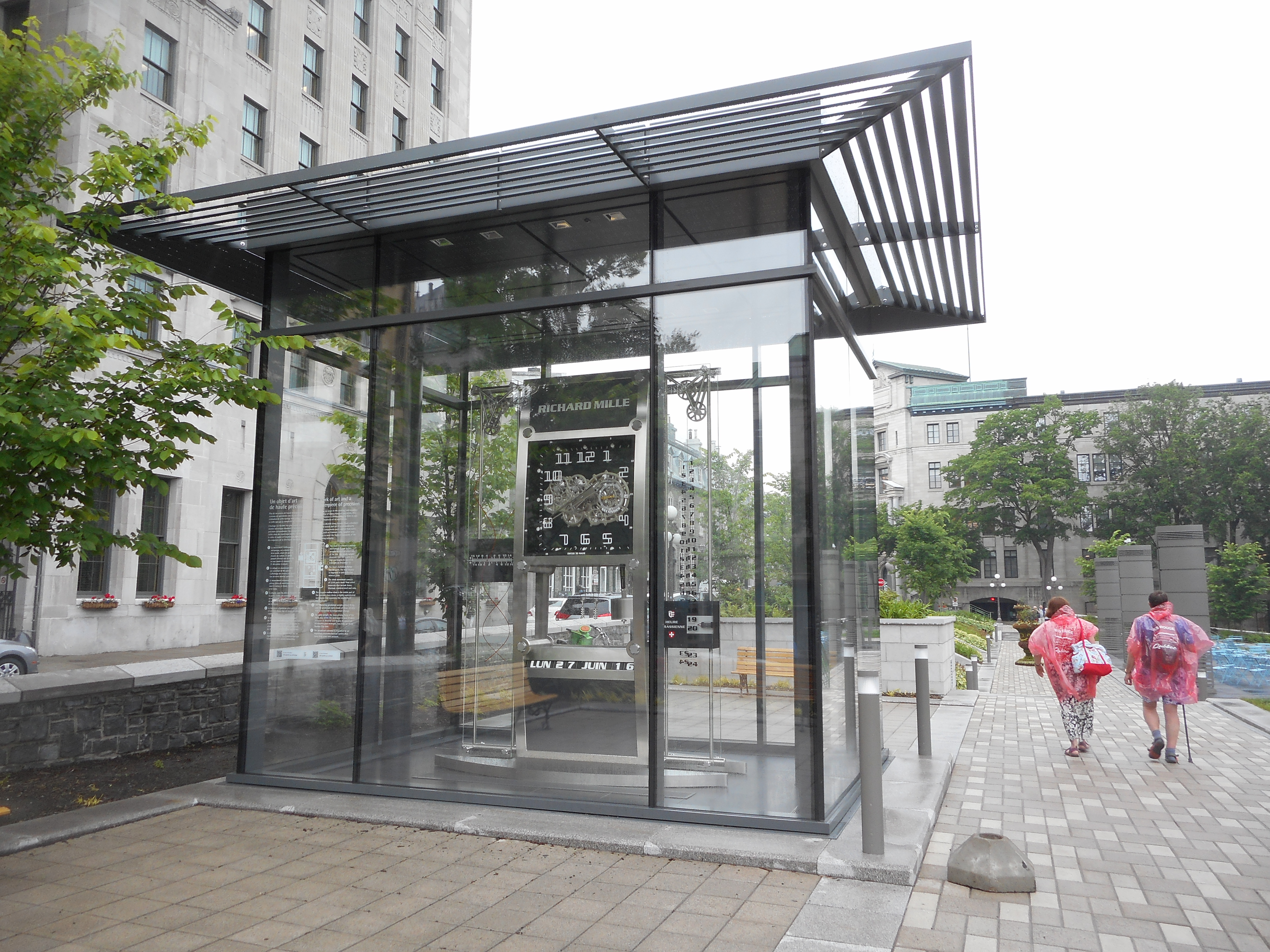
Horloge du Jura

## Histoire
En 1890, la ville de Québec lance un concours d'architecture pour solliciter les plans du nouvel hôtel de ville. Un devis détaillé est dressé par Charles Baillairgé, ingénieur de la Ville, pour un édifice moderne qui affirme la volonté de Québec de se renouveler. Le concours couronne un projet soumis par Elzéar Charest qui ressemble à l'hôtel du Parlement du Québec. Le conseil municipal, insatisfait du résultat, demande alors à Joseph-Ferdinand Peachy de dresser un projet-synthèse des meilleures propositions reçues. Peachy confie à Georges-Émile Tanguay, son élève, le soin de composer cette synthèse.

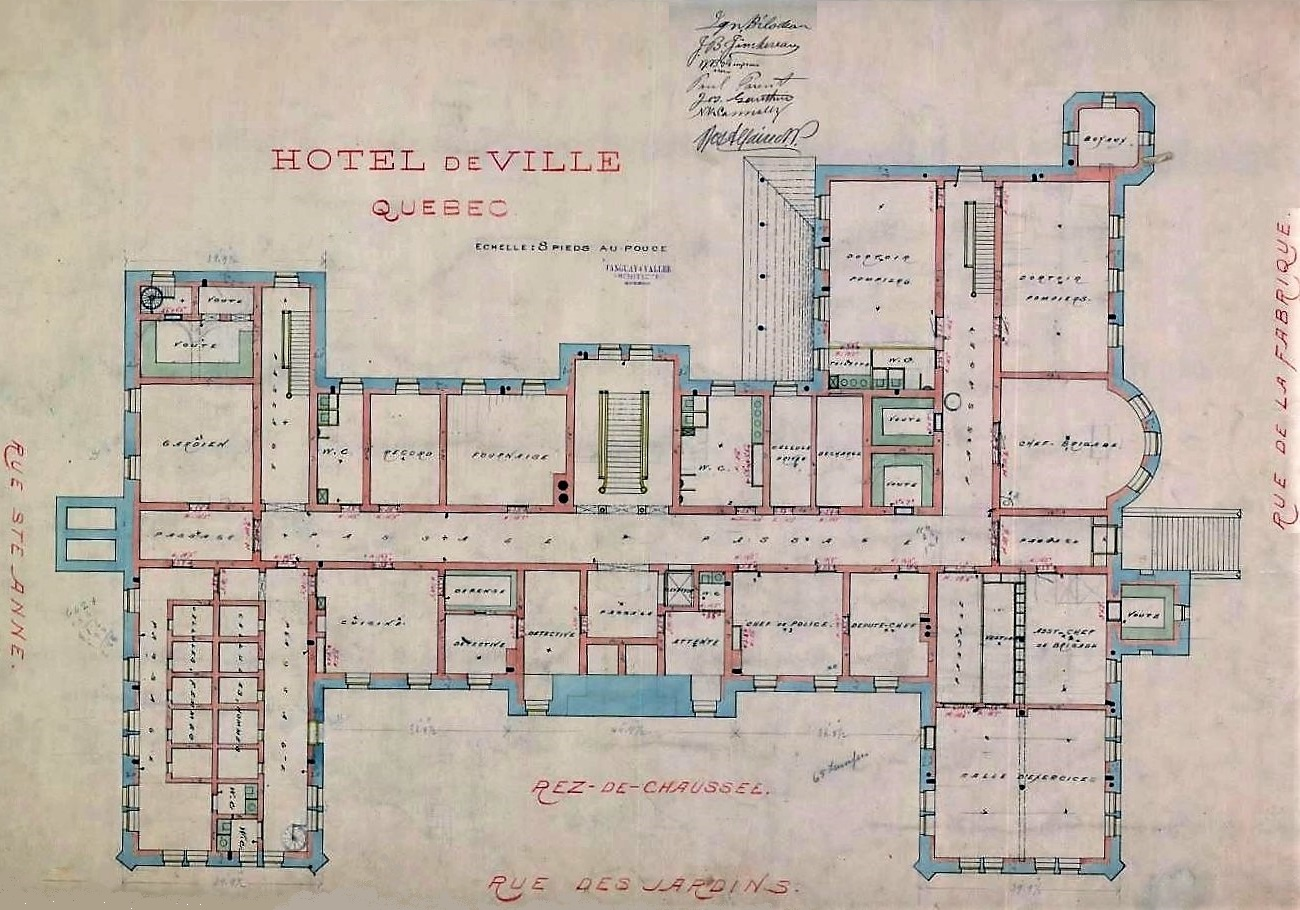
Plan
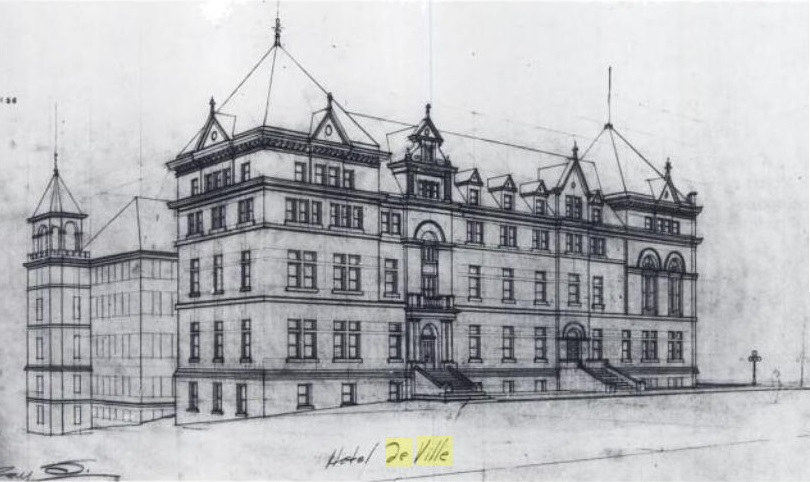
Façade, rue des Jardins

### Site de l'ancien collège des Jésuites
L'hôtel de ville de Québec est construit à l'emplacement de l'ancien Collège des Jésuites, construit en 1725 et démoli en 1877-1878. Trois pierres du fronton de la porte d'entrée, récupérées lors de la démolition, ont été offertes à la Ville de Québec en 1978 pour servir de mémorial.

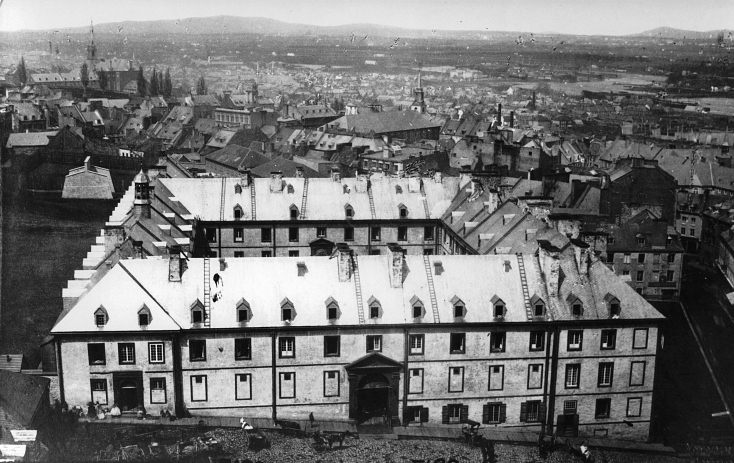
Collège des Jésuites, vers 1870
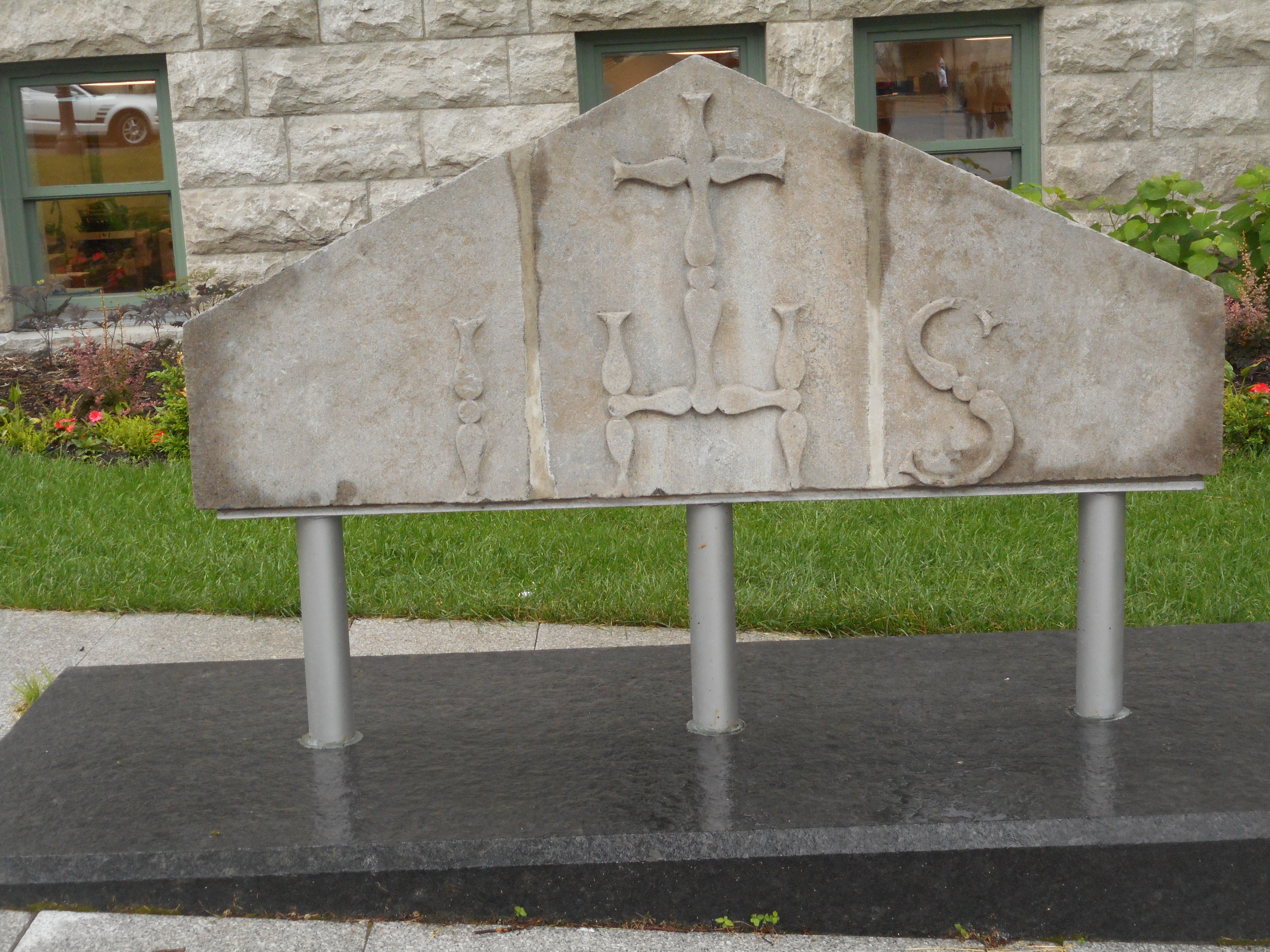
Pierres du mémorial

### Sites occupés par l'hôtel de ville
Avant 1896, l'hôtel de ville était situé sur la rue Saint-Louis au coin de la rue Sainte-Ursule. C'était la maison du major général William Dunn qui avait été acquise en 1842,. Le conseil municipal de Québec, qui a été constituée en municipalité en 1833, a siégé à divers endroits avant 1842.

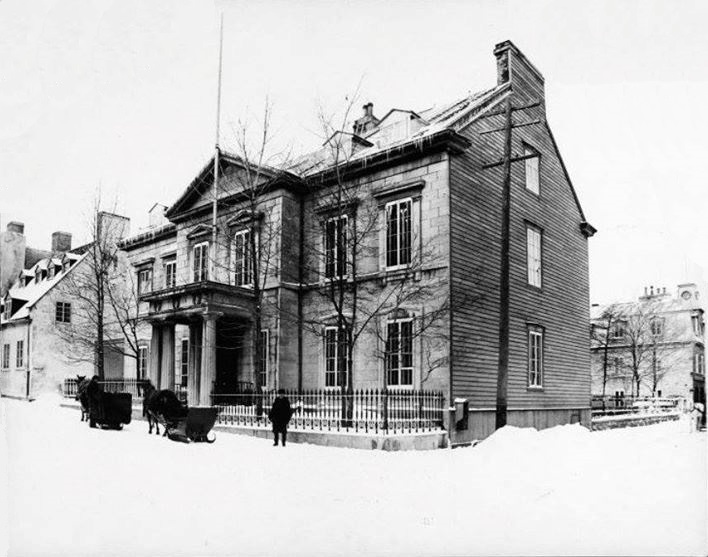
Maison Dunn, 78, rue Saint-Louis, vers 1895
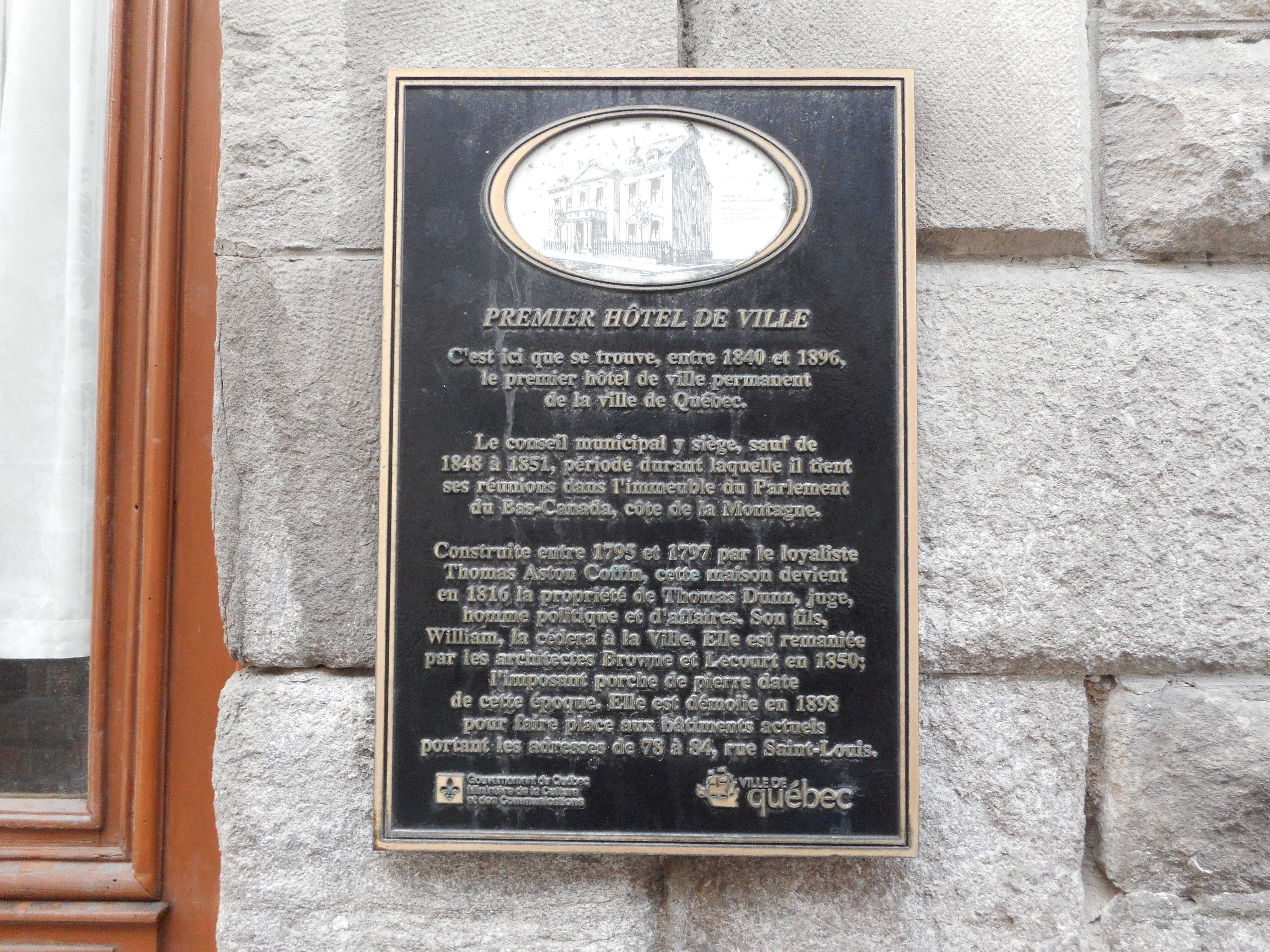
Plaque du premier hôtel de ville permanent
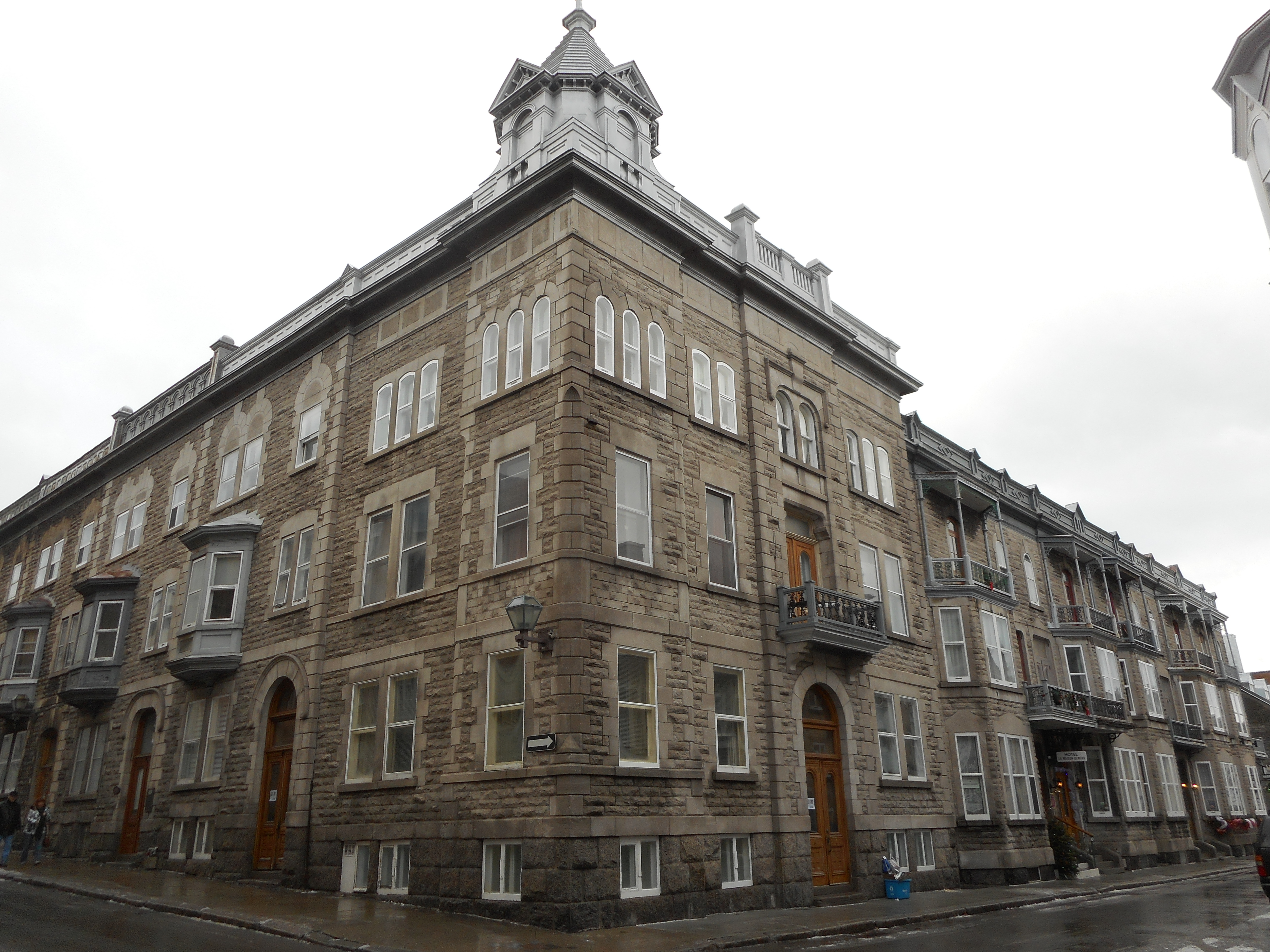
Les maisons en rangée bâties en 1899 sur le site

## Place de l'Hôtel de ville et Jardins de l'Hôtel de ville
- La place de l'Hôtel de ville est située au centre, de face, entre ce dernier et entre la Basilique-cathédrale Notre-Dame de Québec. À cet endroit, de grands rassemblements ont eu lieu. Notamment :

- la Conférence de Québec (1943), le Jour de la victoire - 8 mai 1945,
- Visite du Général de Gaulle - 1967 ,
- le rassemblement populaire pour le défilé de la victoire des Nordiques de Québec de la Coupe Avco - 1977,
- la visite du Jean-Paul II en septembre 1984,
- les funérailles de René Lévesque en novembre 1987,
- le rassemblement populaire pour le défilé de la victoire des Remparts de Québec de la Coupe Memorial 2006,
- les funérailles de la mairesse, en fonction, de Québec et, auparavant, de Sainte-Foy, Andrée P. Boucher en 2007[7],
- la visite de Catherine Middleton et William de Galles en 2011[8].
- Les Jardins de l'Hôtel de ville ont accueilli de nombreux spectacles de plusieurs éditions du Festival d'été de Québec.

### Œuvres publics
- L'envol - Monument aux Frères éducateurs, 2000. Jules Lasalle[9].
- Namur à Québec, 2008, Jacques Tilman
- Ville et vie, 1987, Gérard Bélanger. Bas-reliefs en cuivre agrémentent les portes de l’entrée piétonne menant au stationnement souterrain de l’hôtel de ville.

## Hommages
- La Place de l'Hôtel de ville a été nommée officiellement en son honneur en 1990.
- Les Jardins de l'Hôtel de ville ont été nommés officiellement en son honneur en 1998.

L'hôtel de ville de Québec fut représenté sur une pièce d'un dollar, en 1987, des Dollars du Carnaval de Québec. Ces pièces de monnaie symboliques étaient vendues chez les commerçants du Vieux-Québec durant la tenue du Carnaval et leur valeur se terminait à la fin de l'édition du carnaval de l'année de frappe de la pièce